# Nothodanis schaeffera
Genre
Espèce

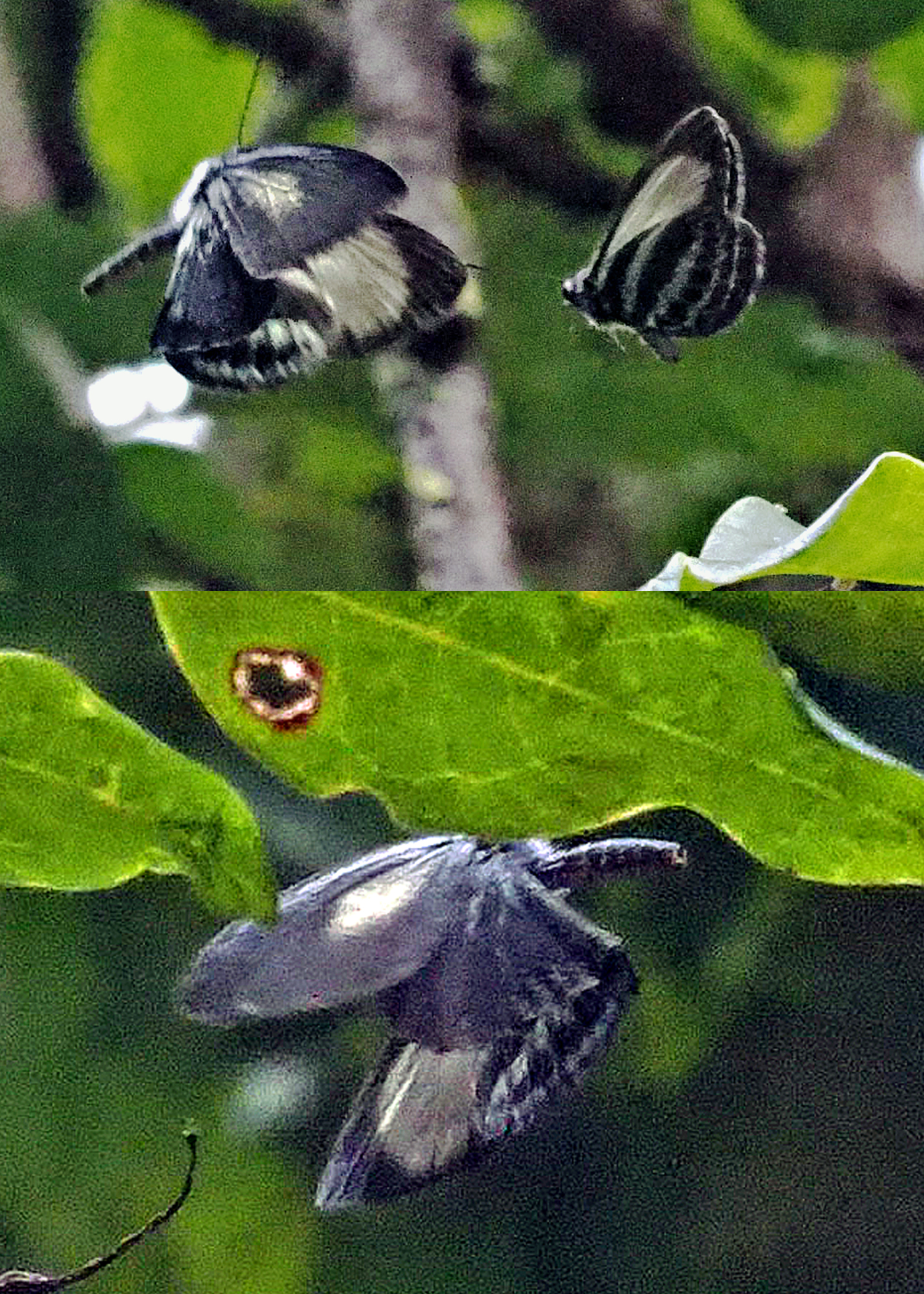
Nothodanis schaeffera ssp. caledonica : parade nuptiale: mâle à droite, femelle à gauche.

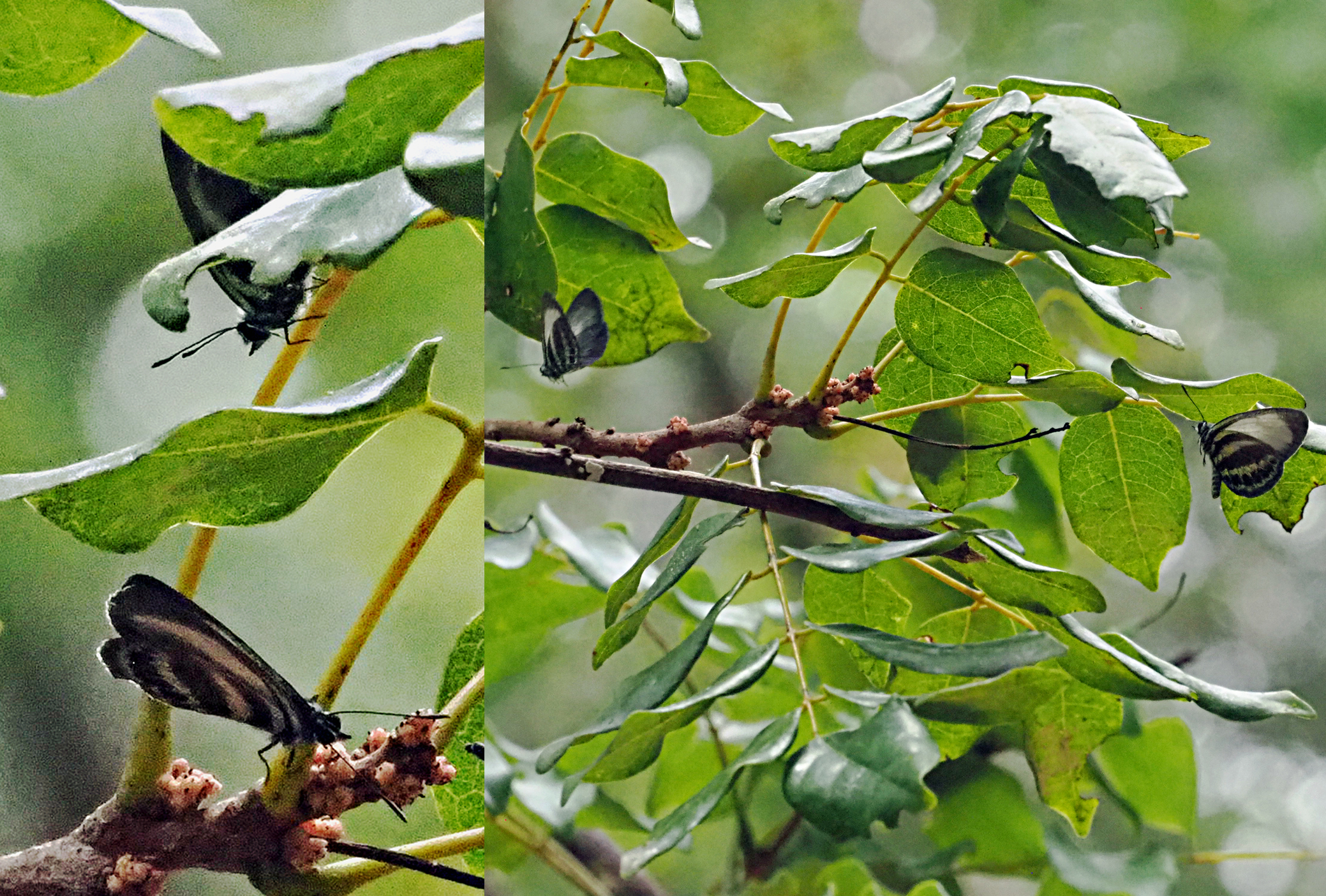
ponte de femelles du Nothodanis schaeffera ssp. caledonica sur la plante-hôte de la chenille, Rourea balaseana.

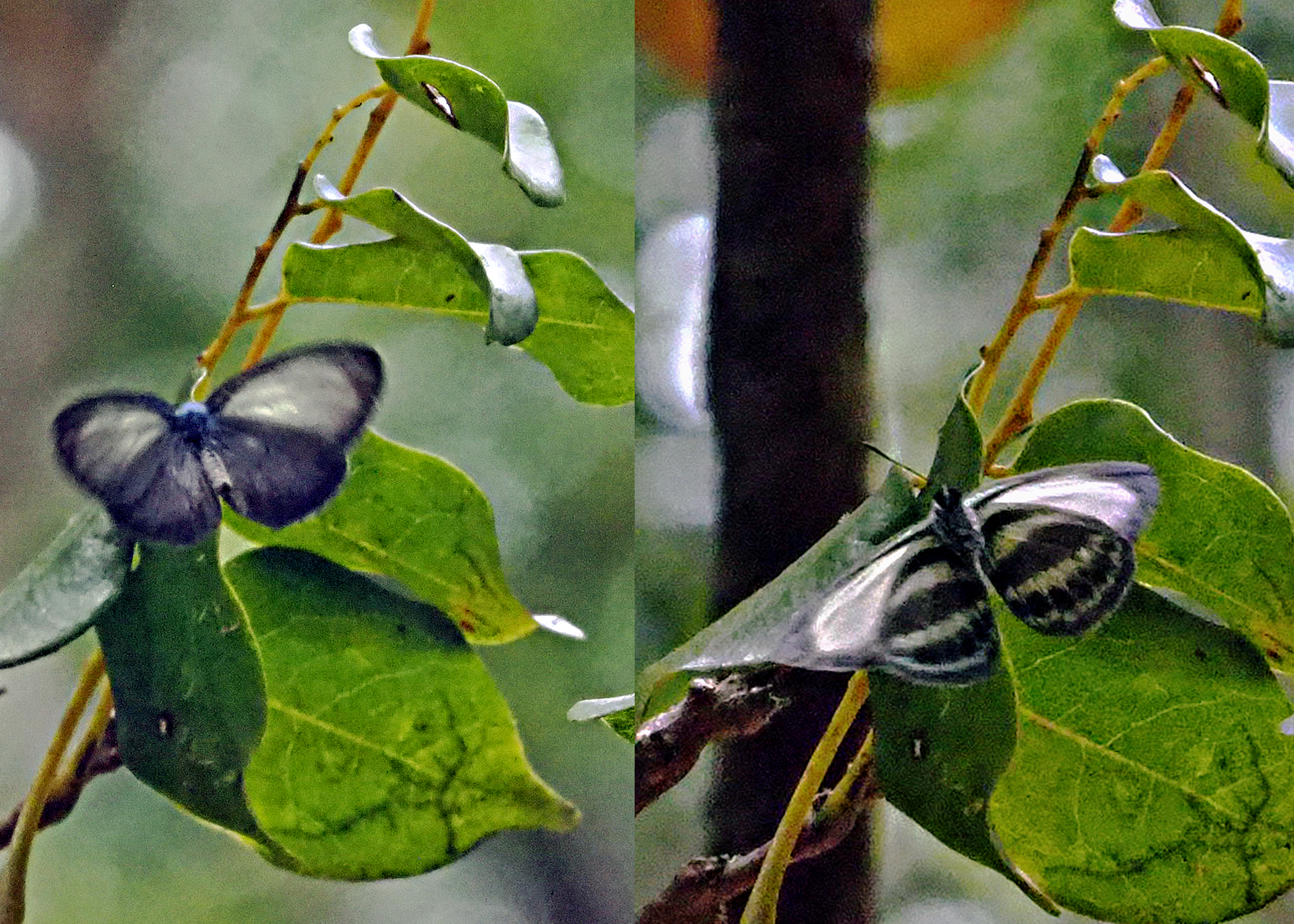
femelle de Nothodanis schaeffera ssp. caledonica, dessus et dessous des ailes.

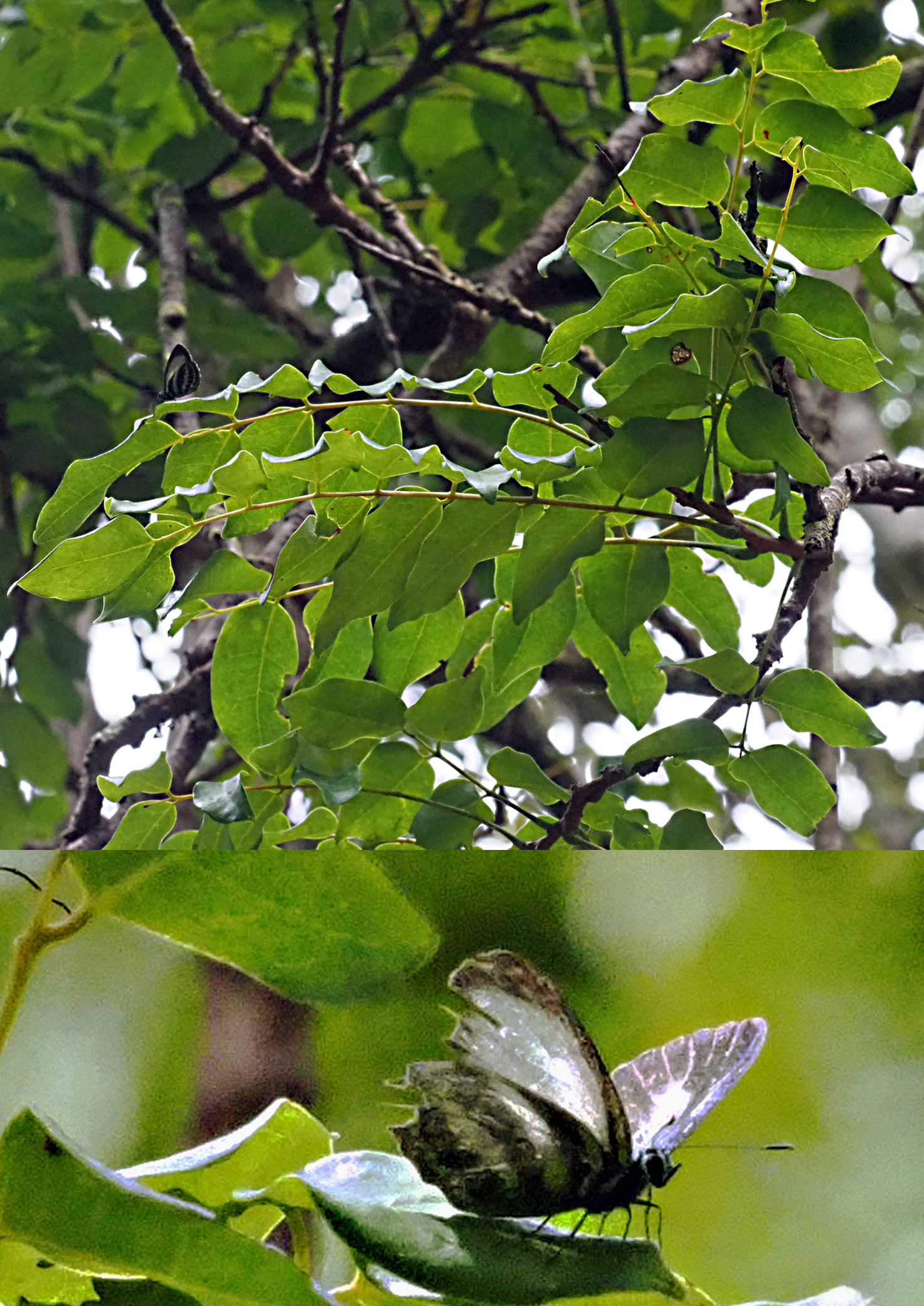
Plante-hôte Rourea balansana Baill., 1875 et imago posé.

Nothodanis schaeffera est une espèce de lépidoptères (papillons) de la famille des Lycaenidae et de la sous-famille des Polyommatinae. Elle est l'unique représentante du genre monotypique Nothodanis.

## Description
L'imago de Nothodanis schaeffera est un petit papillon qui présente un dimorphisme sexuel : le dessus des mâles varie du brun au bleu vif avec une bordure brune plus ou moins large suivant les sous-espèces, tandis que celui des femelles est brun avec une plage blanchâtre aux ailes antérieures.
Chez les deux sexes, le revers des ailes antérieures est blanchâtre bordé de brun, et celui des postérieures est blanchâtre avec des bandes basale, médiane et marginale brunes, et une série de taches submarginales brunes ovales.

## Biologie
La ssp. caledonica Felder & Felder se rencontre aussi bien en forêt humide qu'en forêt sèche. La chenille de la ssp. caledonica se développe sur  Rourea balansana Baill., 1875, une endémique de la famille des Connaraceae.

## Distribution et biotopes
L'aire de répartition de Nothodanis schaeffera s'étend de l'Indochine à la Nouvelle-Calédonie (Grande Terre), en passant par les Philippines, Bornéo, Célèbes, les Moluques, la Nouvelle-Guinée, l'archipel Bismarck et les îles Salomon,.
Son habitat en Nouvelle-Calédonie est constitué des lisières forestières et des jardins.

## Systématique
L'espèce actuellement appelée Nothodanis schaeffera a été décrite par le naturaliste allemand Johann Friedrich von Eschscholtz en 1821 sous le nom initial de Lycaena schaeffera. Elle est l'espèce type et l'unique espèce du genre Nothodanis, décrit par l'entomologiste japonais Toshiya Hirowatari en 1992.
Synonymes pour l'espèce : 
- Lycaena schaeffera Eschscholtz, 1821
- Danis absyrtus C. & R. Felder, 1859
- Thysonotis schaeffera (Eschscholtz, 1821)

### Sous-espèces
Plusieurs sous-espèces ont été décrites :
- Nothodanis schaeffera schaeffera (Eschscholtz, 1821) — présente aux Philippines et en Indonésie.
- Nothodanis schaeffera annamensis (Fruhstorfer, 1903) — présente dans le Sud du Viêt Nam.
- Nothodanis schaeffera caesius (Grose-Smith) — présente en Nouvelle-Guinée.
- Nothodanis schaeffera caledonica (C. & R. Felder, [1865]) — présente en Nouvelle-Calédonie.
- Nothodanis schaeffera cepheis (Druce, 1891) — présente aux îles Salomon.
- Nothodanis schaeffera esme (Grose-Smith, 1894) — présente dans l'archipel Bismarck en Nouvelle-Bretagne et en Nouvelle-Irlande.
- Nothodanis schaeffera soranus (Fruhstorfer, 1915)

## Protection
L'espèce n'a pas de statut de protection particulier en France (Nouvelle-Calédonie).